# Cololejeunea karnatakensis
Cololejeunea karnatakensis är en bladmossart som beskrevs av G.Asthana et S.C.Srivast.. Cololejeunea karnatakensis ingår i släktet Cololejeunea och familjen Lejeuneaceae. Inga underarter finns listade i Catalogue of Life.